# Tatra Nationalpark (Slovakiet)
 Ikke at forveksle med Tatra Nationalpark (Polen).

Tatra Nationalpark (slovakisk: Tatranský národný park; abbr. TANAP) er en af de ni nationalparker i Slovakiet . Det ligger i det nordlige centrale Slovakiet i Tatrabjergene. Parken er vigtig for at beskytte en bred vifte af flora og fauna med mange endemiske arter, herunder den truede tatra gemse (Rupicapra rupicapra tatrica) .
Tatrabjergene danner en naturlig grænse mellem Slovakiet mod syd og Polen mod nord, og de to lande har siden det tidlige 20. århundrede samarbejdet om bestræbelser på at beskytte området. Polen oprettede en tilstødende nationalpark, og UNESCO udpegede senere den samlede indsats som et grænseoverskridende biosfærereservat.

## Geografi
Tatra Nationalpark beskytter de slovakiske områder af bjergkæden Høje Tatra i de Østlige- ( Východné Tatry), og områder af de vestlige Tatrabjerge ( Západné Tatry ). Den vestlige del af Tatra Nationalpark ligger i Žilina-regionen og den østlige del i Prešov-regionen .
Nationalparken dækker et område på 738 km2 og bufferzonen omkring parken dækker et område på 307 km2, - 1045 km2 i alt.  Parken har 600 km vandrestier  og 16 afmærkede og vedligeholdte cykelstier.

### Bjerge
De vestlige Tatrabjerge er opdelt i Osobitá, Roháče, Sivý vrch (de grå bjerge), Liptovské Tatry (Liptov Tatras), Liptovské Kopy, Červené vrchy (Røde bjerge). De østlige Tatrabjerge består af Høje Tatra ( Vysoké Tatry ) og Belianske Tatra (Belianske Tatry ).
Den højeste top i Slovakiet på 2655 moh. Gerlachovský štít, ligger i parken. Det er også det højeste punkt i Tatrabjergene og Karpaterne. Bystrá er det højeste bjerg i vestlige Tatra på 2.248 moh. og Havran-bjerget (Ravnen) er det højeste punkt i Belianske Tatra på 2.152 moh.

### Søer og vandløb
Der er mere end hundrede damme eller bjergsøer i parken. Veľké Hincovo pleso er den største med et areal på 0,2 km2 og den dybeste med en dybde på 58 meter .
Området omkring turistbyen af Štrbské Pleso er et vandskel. Øst for denne kløft ligger kilderne til Poprad-floden, i Østersøens afvandingsområde. Mod vest er flere vandløb bifloder til Váh, der løber til Sortehavet. De mest populære vandfald omfatter Studenovodské vodopády, Kmeťov vodopád, Vajanského vodopád, Roháčsky vodopád og Vodopád Skok.

### Huler
Der ligger omkring 300 huler i nationalparken, men Belianskahulen ( Belianska jaskyňa ) er den eneste, der er åben for offentligheden. Den ligger i nærheden af landsbyen Lendak . Det hidtil længste hulesystem, der er opdaget, er Javorinkahulen.

## Parkens historie
Tatra Nationalpark blev oprettet den 1. januar 1949 og er den ældste nationalpark i Slovakiet. I 1987 blev en del af de Vestlige Tatrabjerge føjet til nationalparken.
I 1992 blev nationalparken en del af UNESCO- Man and the Biosphere Programmet sammen med den tilstødende Tatra Nationalpark i Polen.
Områderne i parken og dens bufferzone blev justeret i 2003. Siden 2004 har nationalparken været en del af Natura 2000-netværket.

## Økologi og biota
Den geologiske sammensætning, jordegenskaber og klimaforhold bidrager alle til den oprindelige flora og fauna i parken.

### Flora
Næsten to tredjedele af parken er dækket af skove, hovedsageligt nåletræer især rødgran ( Picea abies ). Det mest udbredte træ er gran, efterfulgt af skovfyr, cembrafyr ( Pinus cembra ), europæisk lærk ( Larix decidua ) og bjergfyr . Løvfældende træer, især ahorn, vokser hovedsageligt i Belianske Tatras.
Omkring 1.300 arter af karplanter vokser i parken, heraf er 37 endemiske for Tatraerne, 41 er endemiske for de Vestlige Karpater og 57 er endemiske for Karpaterne. Bemærkelsesværdige planter endemiske til Tatra omfatter Tatra Kokleare (Cochlearia tatrae), solstenbræk (Saxifraga aizoides), Erysimum wahlenbergii af Erysimum slægten, Erigeron Hungaricus af slægten Erigeron, og andre. Istidsarter ombefatter Ranunculus alpestris af slægten Ranunculus, isranunkel, Dianthus glacialis af nellikeslægten, Gentiana frigida af ensianslægten, Primula minim af slægten Primula, dværgpil, netbladet pil (Salix reticulata), og andre.

### Fauna
Der er fundet 115 fuglearter, 42 pattedyr, 8 krybdyr og 3 padder i nationalparkens område. Der er også mange hvirvelløse dyr . Bemærkelsesværdige efterkommere fra istiden er Branchinecta paludosa, ferejer, tretået spætte, ringdrossel, nøddekrige og andre.
Pattedyr i parken inkluderer den endemiske Tatra gemse (Rupicapra rupicapra tatrica), en unik gemse, der af IUCN er opført som en kritisk truet art. Andre pattedyr inkluderer den skandinaviske brunbjørn, den eurasiske los, mår, ulv, ræv og alpemurmeldyr .